# Wiedlisbach
Wiedlisbach är en ort och kommun i distriktet Oberaargau i kantonen Bern, Schweiz. Kommunen har 2 578 invånare (2023).
Kommunen består huvudsakligen av en liten stad med medeltida stadskärna. Staden ligger vid vägen från Basel över Solothurn till Biel och hade från början en viktig strategisk betydelse. Den första urkunden som nämner Wiedlisbach som stad är daterad till 1275 men stadsrättigheterna tillkom något tidigare.
Järnvägslinjen mot Solothurn finns sedan 1918 och dessutom är staden ansluten till regionens busstrafik.
Kommuner som gränsar till Wiedlisbach är i väst Attiswil, i nord Rumisberg, i öst Oberbipp samt i syd Wangen an der Aare.

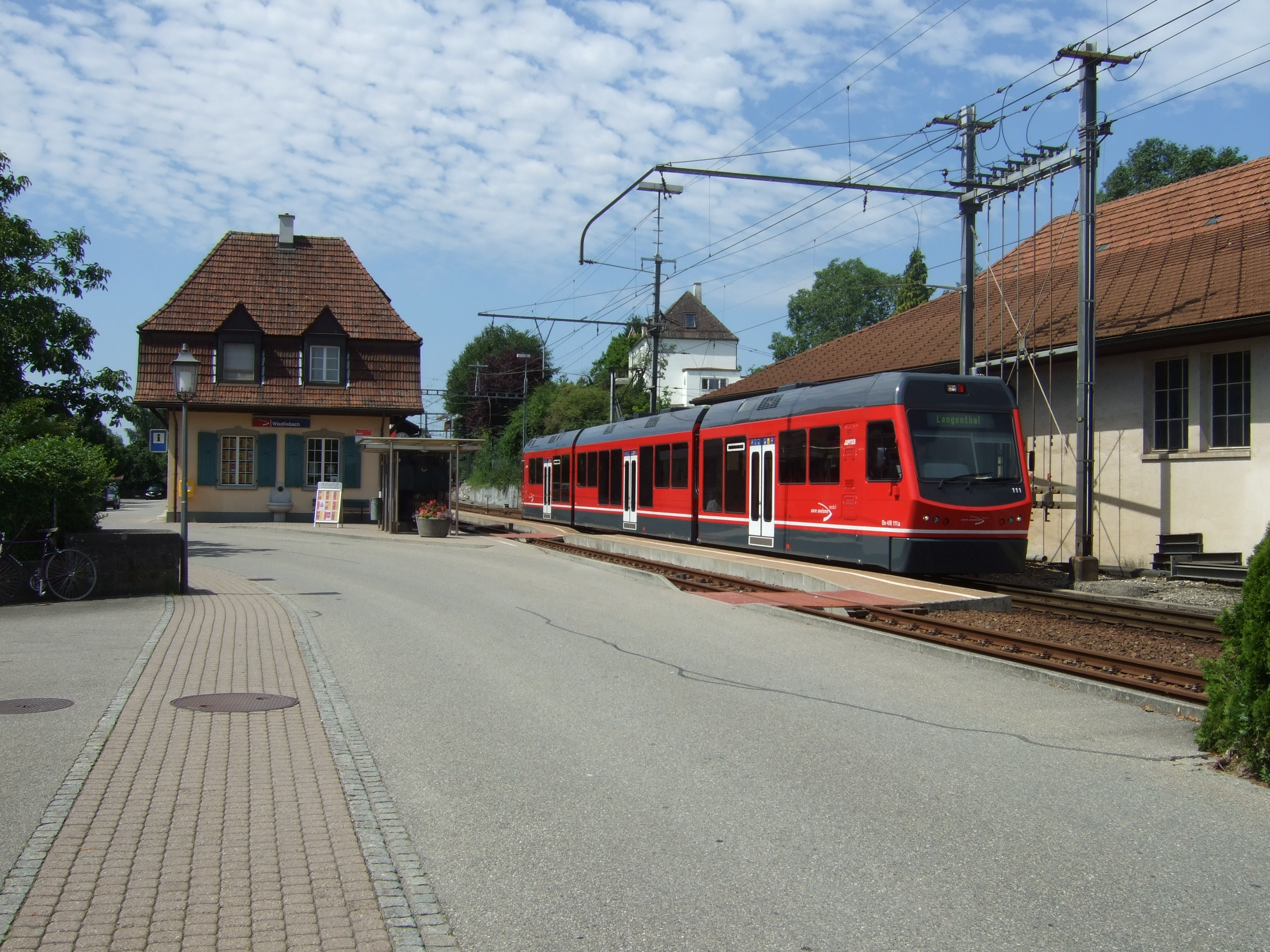
Järnvägsstationen